# Rui Ferreira
Rui Vítor da Silva Ferreira, né le 29 mars 1973 à Espinho au Portugal, est un footballeur portugais, reconverti entraîneur.

## Carrière

### En joueur
Rui Ferreira commence sa carrière avec le UR Mirense en troisième saison. La saison suivante il signe à l'UD Oliveirense tout en étant titulaire. Il signe par la suite au Sporting Espinho mais joue pratiquement peu, qui signe ainsi son départ.
À Lourosa, il retrouve sa place de titulaire et réalise une très belle saison, qui signe ainsi l’intérêt de plusieurs clubs portugais. La saison suivante il renforce ainsi l'União Lamas, ou il évolue pendant deux saisons. Par la suite Rui renforce le Gil Vicente FC, pour une place de titulaire. Sa deuxième saison il réalise une très belle saison avec six buts, et l'accession en première division.
Ainsi par la suite il renforce le SC Salgueiros et s'impose très rapidement. Le Vitória Guimarães vient le chercher et trouve très rapidement sa place de titulaire. À la mi-saison 2004-05, le CF Belenenses vient le recruter pour une place de titulaire.
Par la suite sa carrière régresse petit à petit, il rejoint le Portimonense SC avant de revenir dans son club natal le Sporting Espinho. Il finit sa carrière sur une demi-saison avec le CD Santa Clara.

### En entraîneur
Pour sa première saison en entraîneur il la réalise avec le Boavista FC en troisième division. Il réalise un début en entraîneur assez médiocre en plaçant le Boavista vers la cinquième place du championnat. Ne remplaçant pas les objectifs de débuts de saison, il est licencié par le club.
Pour cette saison 2011-12, il prend les commandes de l'União Nogueirense FC en district. Auteur d'une cinquième place avec son club il quitte son club en cours de saison, pour rejoindre le banc du Sporting Espinho à la suite du retrait de l'ancien entraîneur Filó. Alors à la lutte de la première place face au CD Tondela, pour son premier match il perd contre son adversaire de Tondela.
Il ne se relève pas de cette défaite, et ne remporte son premier match seulement pendant la dernière de championnat. Insuffisant le CD Tondela reste leader, tandis que le Sporting Espinho finit deuxième.

### Carrière internationale
Rui Ferreira commence sa carrière internationale à seize ans, avec l'équipe du Portugal des moins de 16 ans qui parvient à se qualifier pour la Coupe du monde des moins de 16 ans pendant l'édition 1989.
Il fait partie des convoquées portugais de Carlos Queiroz pour disputer le mondial. Rui ne dispute aucune des rencontres avec le Portugal dans les phases de groupes , et également aussi bien en phase finale.

## Statistiques

### En joueur
| Saison                | Club                  | Championnat           | Championnat | Championnat | Coupe nationale | Coupe nationale | Coupe de la Ligue | Coupe de la Ligue | Total | Total |
| Saison                | Club                  | Division              | M.          | B.          | M.              | B.              | M.                | B.                | M.    | B.    |
| 1991-1992             | UR Mirense            | 3                     | 34          | 1           | -               | -               | -                 | -                 | 34    | 1     |
| Sous-total            | Sous-total            | Sous-total            | 34          | 1           | -               | -               | -                 | -                 | 34    | 1     |
| 1992-1993             | UD Oliveirense        | 3                     | 30          | 1           | -               | -               | -                 | -                 | 30    | 1     |
| Sous-total            | Sous-total            | Sous-total            | 30          | 1           | -               | -               | -                 | -                 | 30    | 1     |
| 1993-1994             | Sporting Espinho      | 2                     | 3           | 0           | -               | -               | -                 | -                 | 3     | 0     |
| Sous-total            | Sous-total            | Sous-total            | 3           | 0           | -               | -               | -                 | -                 | 3     | 0     |
| 1994-1995             | Lusitânia FC Lourosa  | 3                     | 32          | 1           | -               | -               | -                 | -                 | 32    | 1     |
| Sous-total            | Sous-total            | Sous-total            | 32          | 1           | -               | -               | -                 | -                 | 32    | 1     |
| 1995-1996             | CF União Lamas        | 2                     | 32          | 0           | -               | -               | -                 | -                 | 32    | 0     |
| 1996-1997             | CF União Lamas        | 2                     | 30          | 1           | -               | -               | -                 | -                 | 30    | 1     |
| Sous-total            | Sous-total            | Sous-total            | 62          | 1           | -               | -               | -                 | -                 | 62    | 1     |
| 1997-1998             | Gil Vicente FC        | 2                     | 21          | 0           | -               | -               | -                 | -                 | 21    | 0     |
| 1998-1999             | Gil Vicente FC        | 2                     | 28          | 6           | -               | -               | -                 | -                 | 28    | 6     |
| Sous-total            | Sous-total            | Sous-total            | 49          | 6           | -               | -               | -                 | -                 | 49    | 6     |
| 1999-2000             | SC Salgueiros         | 1                     | 33          | 0           | -               | -               | -                 | -                 | 33    | 0     |
| 2000-2001             | SC Salgueiros         | 1                     | 27          | 0           | 1               | 0               | -                 | -                 | 28    | 0     |
| 2001-2002             | SC Salgueiros         | 1                     | 26          | 0           | 4               | 0               | -                 | -                 | 30    | 0     |
| Sous-total            | Sous-total            | Sous-total            | 86          | 0           | -               | -               | -                 | -                 | 86    | 0     |
| 2002-2003             | Vitória Guimarães     | 1                     | 32          | 0           | 2               | 0               | -                 | -                 | 34    | 0     |
| 2003-2004             | Vitória Guimarães     | 1                     | 23          | 0           | 1               | 0               | -                 | -                 | 24    | 0     |
| 2004-2005             | Vitória Guimarães     | 1                     | 9           | 0           | 0               | 0               | -                 | -                 | 9     | 0     |
| Sous-total            | Sous-total            | Sous-total            | 64          | 0           | 3               | 0               | -                 | -                 | 67    | 0     |
| 2004-2005             | CF Belenenses         | 1                     | 18          | 0           | -               | -               | -                 | -                 | 18    | 0     |
| 2005-2006             | CF Belenenses         | 1                     | 20          | 0           | 0               | 0               | -                 | -                 | 20    | 0     |
| Sous-total            | Sous-total            | Sous-total            | 38          | 0           | -               | -               | -                 | -                 | 38    | 0     |
| 2006-2007             | Portimonense SC       | 2                     | 29          | 0           | 2               | 0               | -                 | -                 | 31    | 0     |
| 2007-2008             | Portimonense SC       | 2                     | 8           | 0           | 2               | 0               | 3                 | 0                 | 13    | 0     |
| Sous-total            | Sous-total            | Sous-total            | 37          | 0           | 4               | 0               | 3                 | 0                 | 44    | 0     |
| 2007-2008             | Sporting Espinho      | 3                     | 15          | 1           | 0               | 0               | -                 | -                 | 15    | 1     |
| 2008-2009             | Sporting Espinho      | 3                     | 15          | 0           | 1               | 0               | -                 | -                 | 16    | 0     |
| Sous-total            | Sous-total            | Sous-total            | 30          | 1           | 1               | 0               | -                 | -                 | 31    | 1     |
| 2008-2009             | CD Santa Clara        | 2                     | 10          | 0           | 0               | 0               | 0                 | 0                 | 10    | 0     |
| Sous-total            | Sous-total            | Sous-total            | 10          | 0           | 0               | 0               | 0                 | 0                 | 10    | 0     |
| Total sur la carrière | Total sur la carrière | Total sur la carrière | 475         | 11          | -               | -               | 3                 | 0                 | 478   | 11    |

### En entraîneur
| Saison                | Club                  | Championnat           | Championnat           | Championnat | Championnat | Championnat | Championnat | Championnat | Championnat | Coupe(s) nationale(s) | Coupe(s) nationale(s) | Coupe(s) nationale(s) | Coupe(s) nationale(s) | Coupe(s) nationale(s) | Coupe(s) nationale(s) | Total  | Total | Total | Total | Total | Total |
| Saison                | Club                  | Division              | Classement            | Matchs      | Vic.        | Nuls        | Déf.        | Bp          | Bc          | Matchs                | Vic.                  | Nuls                  | Déf.                  | Bp                    | Bc                    | Matchs | Vic.  | Nuls  | Déf.  | Bp    | Bc    |
| --------------------- | --------------------- | --------------------- | --------------------- | ----------- | ----------- | ----------- | ----------- | ----------- | ----------- | --------------------- | --------------------- | --------------------- | --------------------- | --------------------- | --------------------- | ------ | ----- | ----- | ----- | ----- | ----- |
| 2010-2011             | Boavista FC           | 3                     | –                     | 16          | 6           | 6           | 4           | 25          | 18          | -                     | -                     | -                     | -                     | -                     | -                     | 16     | 6     | 6     | 4     | 25    | 18    |
| Sous-total            | Sous-total            | Sous-total            | Sous-total            | 16          | 6           | 6           | 4           | 25          | 18          | -                     | -                     | -                     | -                     | -                     | -                     | 16     | 6     | 6     | 4     | 25    | 18    |
| 2011-2012             | União Nogueirense     | 5                     | –                     | 12          | 7           | 3           | 2           | 19          | 7           | -                     | -                     | -                     | -                     | -                     | -                     | 12     | 7     | 3     | 2     | 19    | 7     |
| Sous-total            | Sous-total            | Sous-total            | Sous-total            | 12          | 7           | 3           | 2           | 19          | 7           | -                     | -                     | -                     | -                     | -                     | -                     | 12     | 7     | 3     | 2     | 19    | 7     |
| 2011-2012             | Sporting Espinho      | 3                     | 2e                    | 4           | 1           | 1           | 2           | 6           | 7           | -                     | -                     | -                     | -                     | -                     | -                     | 4      | 1     | 1     | 2     | 6     | 7     |
| Sous-total            | Sous-total            | Sous-total            | Sous-total            | 4           | 1           | 1           | 2           | 6           | 7           | -                     | -                     | -                     | -                     | -                     | -                     | 4      | 1     | 1     | 2     | 6     | 7     |
| Total sur la carrière | Total sur la carrière | Total sur la carrière | Total sur la carrière | 32          | 14          | 10          | 8           | 50          | 32          | 0                     | 0                     | 0                     | 0                     | 0                     | 0                     | 32     | 14    | 10    | 8     | 50    | 32    |

## Palmarès

### En joueur
| Gil Vicente FC - Championnat du Portugal D2 (1) : - Vainqueur : 1998-99 |

### En entraîneur
Néant